# チャッキー・アトキンス
チャッキー・アトキンス（Kenneth Lavon "Chucky" Atkins、1974年8月14日 - ）は、アメリカ合衆国フロリダ州オーランド出身の元プロバスケットボール選手。NBAで数チームを渡り歩いたジャーニーマンだった。身長180cm、体重83.9kg。ポジションはポイント・ガード。

## 経歴
1995年夏季ユニバーシアード（福岡市）にアメリカ代表として出場し金メダルを獲得した。
1996年に南フロリダ大学を卒業したもののNBAのどのチームからも指名を受けず、同年10月にバンクーバー・グリズリーズと契約するが開幕前に解雇された。その後ヨーロッパに渡りクロアチアのキボナ・ザグレブで2年間プレー。そこでの活躍が認められ、1999年出身地のオーランド・マジックに移籍。しかし1年でベン・ウォレスと共にデトロイト・ピストンズへ移籍し、その後はボストン・セルティックス、ロサンゼルス・レイカーズ、ワシントン・ウィザーズとチームを転々とした。
2005-06シーズン途中に出場時間を求めて、デイモン・スタウダマイアーを故障で欠いたメンフィス・グリズリーズへ移籍、大半の試合で先発出場を果たした。2006-07シーズン終了後に、デンバー・ナゲッツへ移籍。
生涯成績は平均10.5得点、3.5アシスト、1.8リバウンド、FG成功率.414、3P成功率.369。